# Silas (Alabama)
Silas – miasto w Stanach Zjednoczonych, w stanie Alabama, w hrabstwie Choctaw. W roku 2023 miasto zamieszkiwało 365 osób, a gęstość zaludnienia wynosiła 27 osób/km².